# Людовик, герцог Бургундський
Людовик, герцог Бургундський (фр. Louis duc de Bourgogne; 16 серпня 1682 — 18 лютого 1712) — дофін Франції з 1711 року, син Людовика Великого Дофіна та Марії Анни Баварської, старший онук Людовика XIV.

## Народження та становлення
Народився 1682 року та отримав виховання в дусі католицького благочестя останніх років правління Людовика XIV. З 1702 року дід увів герцога Бургундського до складу Державної ради (до цього часу його молодший брат Філіп уже став королем Іспанії Філіпом V).
На принца впливала придворна «благочестива партія» (dévots), і він сам незабаром завів власне угруповання, до якого входили його вчитель Фенелон, герцоги де Бовіє та де Шеврез, а також Луї де Сен-Сімон (відомий мемуарист). Гурток підтримував ідею «освіченого абсолютизму» і дворянської олігархії з великою кількістю консультативних аристократичних «рад», одночасно обмежують свавілля короля і відтісняє від керма влади буржуазію. Передчасна смерть герцога Бургундського завадила планам його гуртка здійснитися, проте деяким схожим тенденціям паралельно з його думками пішли регент — Філіп II Орлеанський і його наступники.
У час регентства недовгий час проіснувала полісінодія, система колективного керівництва, а протягом 1715—1789 року буржуазія систематично обмежувалася в правах займати державні посади (на відміну від помірного демократизму, властивого в цьому відношенні Людовику XIV).

## Шлюб

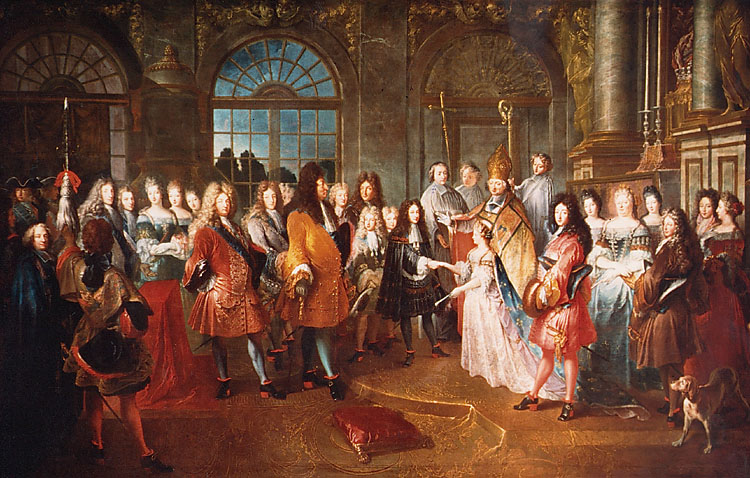
Весілля Луї та Марі-Аделаїди

У віці 15 років Людовик одружився зі своєю другою двоюрідною сестрою, принцесою Марією-Аделаїдою Савойською, донькою Віктора-Амадея II, герцога Савойського та Анни Марії д'Орлеан. Цей союз став частиною Туринського договору, який завершив франко-савойські конфлікти під час дев'ятирічної війни. Весілля відбулося 7 грудня 1697 року у Версальському палаці.

## Смерть
Після смерті батька в 1711 році герцог Бургундський став спадкоємцем престолу і дофіном, проте вже в лютому 1712 помер разом зі своєю дружиною Марією-Аделаїдою Савойською від епідемії кору. Ця хвороба через місяць забрала також і їх старшого сина, 5-річного герцога Бретонського. Найменша дворічна дитина, герцог Анжуйський, вижив і після смерті прадіда став у 1715 році королем Людовиком XV.